# Vilar de Maçada
Vilar de Maçada – miasto w Portugalii. 6 września 1957 roku urodził się tam José Sócrates, premier Portugalii.